# Stefan Kletkiewicz
Stefan Kletkiewicz (ur. 7 lipca 1921 we Włocławku, zm. 25 lutego 1986 tamże) – polski nauczyciel, polityk, działacz partyjny i samorządowiec, działacz społeczny oraz kierownik i dyrektor fabryk we Włocławku.
Członek Polskiej Partii Robotniczej (1947-48) i Polskiej Zjednoczonej Partii Robotniczej (od 1948). Przewodniczący Miejskiej Rady Narodowej we Włocławku (1953-54), I sekretarz Komitetu Miejskiego we Włocławku (1958-60), członek Komitetu Wojewódzkiego PZPR w Bydgoszczy (1959-75), zastępca członka Komitetu Centralnego PZPR (1959), wiceprzewodniczący Wojewódzkiej Rady Narodowej w Bydgoszczy (1960-63), członek KW PZPR we Włocławku (1975-79).

## Życiorys

### Rodzina i edukacja, 1921-39
Był synem Wincentego Kletkiewicza (1892-1963) i Marianny z Szafrańskich (1898-1976). Ojciec zarabiał na życie jako krawiec chałupnik, matka była gospodynią domową. W latach 1928–1934 uczęszczał do szkoły powszechnej nr 8 we Włocławku. Od 1934 do 1939 roku kształcił się w Gimnazjum Ziemi Kujawskiej we Włocławku. 16 czerwca 1939 r. uzyskał tzw. małą maturę. Jako uczeń, pisał artykuły do gazetki Sport Szkolny. W kwietniu 1939 r. otrzymał nagrodę Ministra Spraw Wojskowych za zajęcie I miejsca w ogólnopolskim konkursie literackim organizowanym przez Polski Biały Krzyż. W 1939 r. został przyjęty bez egzaminu wstępnego do liceum o profilu humanistycznym przy Gimnazjum Ziemi Kujawskiej.

### Robotnik przymusowy w trakcie II wojny światowej, 1939-45
W pierwszych miesiącach II wojny światowej pracował dorywczo w lesie oraz jako krawiec u niemieckiego pracodawcy we Włocławku. W tym czasie uczęszczał na tajne komplety, gdzie opanował materiał z zakresu I i II klasy liceum. 5 sierpnia 1940 roku decyzją włocławskiego Urzędu Pracy został wywieziony na roboty przymusowe do Poznania, gdzie pracował jako pomocnik szlifierza, tokarza i ślusarza. 17 grudnia 1941 roku wywieziono go do obozu pracy w Berlinie-Oranienburgu, gdzie pracował jako niter w zakładach samolotowych Heinkel Flugzeugwerke. 4 marca 1942 roku uciekł z obozu wraz z grupą francuskich jeńców wojennych. Zamierzał dostać się przez Marsylię do Afryki, by tam wstąpić do wojsk walczących z Niemcami. Został schwytany w San Dieu we francuskiej Alzacji i osadzony na sześć miesięcy w obozie karnym, najpierw w Berlinie, a następnie w Großbeeren. W listopadzie 1942 r. powrócił do obozu pracy przy zakładach Heinkel Flugzeugwerke, tym razem jako tragarz i tokarz. W lipcu 1944 r. został przygnieciony gruzami budynku zniszczonego w alianckich nalotach. Do pracy powrócił po dwóch miesiącach. 21 kwietnia 1945 r. został wyzwolony przez Armię Czerwoną w wyniku zajęcia Berlina.

### Dalsza edukacja, studia i praca zawodowa, 1945-52
13 sierpnia 1945 roku powrócił do Włocławka i podjął na nowo naukę w Liceum im. Marii Konopnickiej w klasie o profilu humanistycznym. 2 czerwca 1946 r. zdał egzamin dojrzałości. W tym czasie utrzymywał się z korepetycji. Niektórym kolegom udzielał pomocy bezpłatnie.
W 1946 roku rozpoczął studia na Wydziale Prawno-Ekonomicznym Uniwersytetu Mikołaja Kopernika w Toruniu. Według biogramu zawartego we Włocławskim Słowniku Biograficznym przerwał je po trzech latach, zaliczając sześć semestrów. Z kolei wg Zasłużonych dla Włocławka uzyskał absolutorium w 1950 roku. W trakcie studiów pracował w Toruniu jako konwojent w Państwowej Centrali Handlowej (od 1 stycznia do 31 grudnia 1946 r.) oraz jako nauczyciel historii na Uniwersyteckich Kursach Przygotowawczych (do 30 czerwca 1947 r.). Równolegle pracował we Włocławku jako referent, a później kierownik ds. personalnych w Państwowym Zarządzie Drzewnym. Od 1 października 1948 r. do 30 czerwca 1949 r. pracował jako kierownik działu zatrudnienia i płac w Centralnym Zarządzie Zjednoczenia Przetwórstwa Owocowo-Warzywnego we Włocławku. Od 1 października 1949 do 30 sierpnia 1951 roku był nauczycielem prawa, ekonomiki i administracji w wieczorowej Państwowej Szkole Pracy Społecznej we Włocławku, pełnił też funkcję wicedyrektora. Następnie powrócił na półtora miesiąca do Zjednoczenia Przetwórstwa Owocowo-Warzywnego, gdzie pracował jako referent planowania. Częste zmiany pracy były spowodowane złym stanem zdrowia oraz czynnikami zewnętrznymi.

### Członek AZWM i PPR, 1946-53
Jako student, w 1946 r. wstąpił do Akademickiego Związku Walki Młodych „Życie”. Z ramienia tej organizacji przewodniczył od 1 stycznia do 30 czerwca 1948 r. Komisji Mieszkaniowej „Bratnia Pomoc”, działającej przy Uniwersytecie Mikołaja Kopernika w Toruniu. Na przełomie 1946 i 1947 roku wraz z członkami AZWM i Związku Niezależnej Młodzieży Socjalistycznej oraz podchorążymi Oficerskiej Szkoły Artylerii agitował na rzecz Bloku Demokratycznego we wsiach powiatu chojnickiego w trakcie kampanii przed wyborami parlamentarnymi w 1947 roku. W 1947 r. AZWM „Życie” delegowało go do Polskiej Partii Robotniczej w Toruniu. Był prelegentem podczas zebrań podstawowych organizacji partyjnych. Od lutego do grudnia 1948 r. był członkiem egzekutywy macierzystego koła PPR na UMK w Toruniu, a następnie kierownikiem Wydziału Organizacyjnego Komitetu Miejskiego PPR we Włocławku. Należał do Polskiej Zjednoczonej Partii Robotniczej od chwili jej powstania 15 grudnia 1948 r.
Po zlikwidowaniu Państwowej Szkoły Pracy Społecznej w 1951 roku, 1 stycznia kolejnego roku został desygnowany przez Komitet Miejski PZPR na stanowisko kierownika działu administracyjno-prawnego, a następnie zastępcy prezesa ds. administracyjnych Powszechnej Spółdzielni Spożywców „Społem” we Włocławku. Sprawował je do 31 grudnia 1952 r. W grudniu 1952 r. KM PZPR powierzyło mu misję utworzenia przedsiębiorstwa państwowego pod nazwą „Miejski Handel Mięsem” we Włocławku. 1 stycznia 1953 r. został dyrektorem naczelnym nowo utworzonej organizacji. Pełnił tę funkcję do 18 czerwca tego samego roku.

### Przewodniczący MRN we Włocławku, 1953-54
18 czerwca 1953 r. Komitet Miejski PZPR zarekomendował go jednogłośnie jako kandydata na przewodniczącego Miejskiej Rady Narodowej we Włocławku. Zastąpił na tym stanowisku Wacława Rąbalskiego i piastował je przez kolejnych siedemnaście miesięcy. Jako przewodniczący, zainicjował m.in. działalność spółdzielni mieszkaniowej; budowę trzech pierwszych bloków wzniesionych z Funduszu Gospodarki Komunalnej; remont istniejących zasobów komunalnych; budowę dwóch nowych szkół; czyny społeczne na rzecz miasta, a także odbudowę i budowę nowych mostów nad Zgłowiączką. Opracował szeroki memoriał o odbudowie i rozbudowie miasta.
Władze Komitetu Miejskiego, a także Komitetu Centralnego PZPR traktowały Kletkiewicza z nieufnością. 4 listopada 1954 r. został odwołany ze stanowiska przewodniczącego MRN we Włocławku. Powodem była krytyka sytuacji mieszkaniowej we Włocławku, a także szeroki opis problemów społecznych i gospodarczych miasta przedstawiona w ww. memoriale. Nowym przewodniczącym został Tadeusz Handel.

### Dyrektor Linodrutu, 1954–58
Po ustąpieniu ze stanowiska Przewodniczącego Miejskiej Rady Narodowej, 18 listopada 1954 r. został mianowany dyrektorem naczelnym Pomorskiej Fabryki Lin, Drutu i Wyrobów z Drutu „Linodrut” we Włocławku. W ciągu półtora roku Kletkiewicz wydobył przedsiębiorstwo z zapaści. W 1956 r. fabryka zdobyła sztandar przechodni Prezesa Rady Ministrów, który dzierżyła przez kolejnych kilka lat. Dyrektorem „Linodrutu” był do 1 września 1958 roku.

### Członek KM PZPR we Włocławku, 1957-60
W okresie odwilży gomułkowskiej przestrzegał przed nadmierną liberalizacją życia politycznego oraz krytyką wcześniejszych osiągnięć partii. W wyborach parlamentarnych w 1957 roku bezskutecznie kandydował do sejmu z ramienia PZPR z Okręgu Wyborczego nr 17 we Włocławku, uzyskując 16,18% głosów. Brał też udział w kampanii wyborczej na rzecz PZPR. W styczniu 1957 r. został mianowany członkiem Plenum i Egzekutywy KM PZPR we Włocławku. Od lutego 1957 r. do 1958 r. był przewodniczącym społecznym Miejskiego Komitetu Kontroli Partyjnej. Od 22 października 1958 do 15 października 1960 był I sekretarzem KM PZPR we Włocławku.

### Członek KW PZPR w Bydgoszczy, 1959-75
7 marca 1959 r. został członkiem Plenum Komitetu Wojewódzkiego PZPR w Bydgoszczy. Jako delegat województwa bydgoskiego brał udział w III zjeździe PZPR, gdzie 19 marca został obrany zastępcą członka Komitetu Centralnego PZPR. Później brał też udział w IV, V i VI zjeździe PZPR. W 1960 r. został kierownikiem Wydziału Ekonomicznego KW PZPR w Bydgoszczy. Następnie został desygnowany na wiceprzewodniczącego Prezydium Wojewódzkiej Rady Narodowej w Bydgoszczy. W 1963 r. ustąpił ze stanowiska z uwagi na zły stan zdrowia. Przeniesiono go wtedy do Wydziału ds. I sekretarza KW PZPR w Bydgoszczy. W tym czasie lobbował m.in. na rzecz uzyskania zgody na budowę nowoczesnego szpitala przy ul. Wienieckiej we Włocławku, oddanego do użytku w 1964 r., oraz budowy zapory wodnej wraz z elektrownią wodną we Włocławku w latach 1962–1970. W 1973 r. został kierownikiem wydziału. Między 1962 a 1975 r. był delegatem na wszystkie kolejne Wojewódzkie Konferencje Sprawozdawczo-Wyborcze PZPR w Bydgoszczy. W latach 1965–1975 był zastępcą przewodniczącego Komisji Rewizyjnej PZPR.

### Członek KW PZPR we Włocławku i emerytura, 1975-86

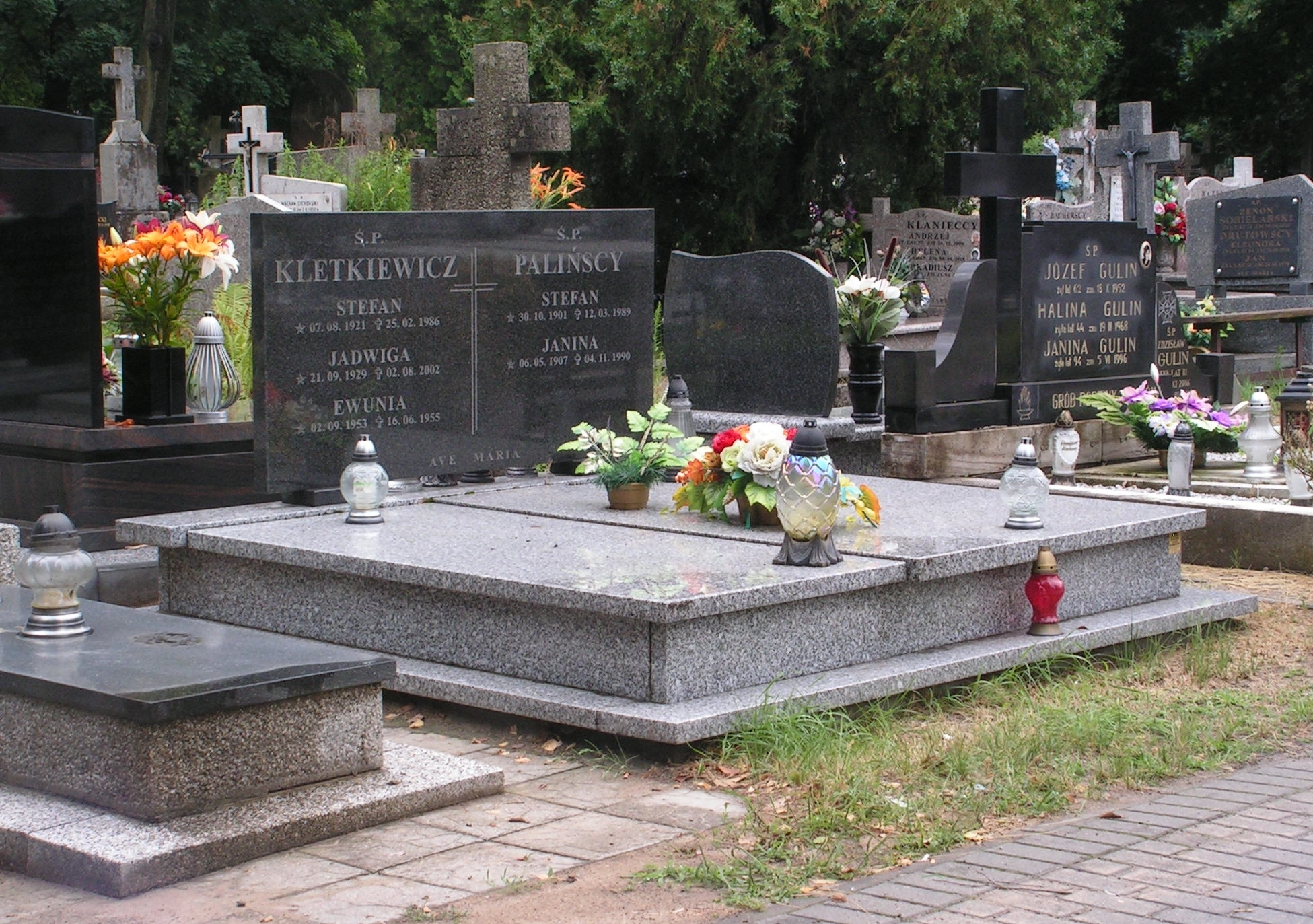
Grób rodziny Kletkiewiczów i Palińskich

W 1975 roku jako przewodniczący Komisji Kontroli Partyjnej wszedł w skład Plenum Komitetu Wojewódzkiego PZPR we Włocławku, w siedzibie nowo utworzonego województwa włocławskiego. Był też członkiem Sekretariatu i Egzekutywy Komitetu Wojewódzkiego. 22 marca 1979 roku przeszedł na emeryturę.
Zmarł nagle 26 lutego 1986 roku we Włocławku. Pochowano go wraz z żoną, córką i teściami w kwaterze 24/11/289 Cmentarza Komunalnego we Włocławku. Pierwotnie na nagrobku widniała inskrypcja Służył całym sercem swemu miastu i temu ludowi, obecnie nieistniejąca.

## Działalność społeczna
W 1946 r. wstąpił do Akademickiego Związku Sportowego w Toruniu oraz toruńskiego oddziału Polskiego Czerwonego Krzyża. W latach 40. był członkiem Związku Zawodowego Pracowników Przemysłu Spożywczego. W latach 50. działał w Lidze Przyjaciół Żołnierza oraz Naczelnej Organizacji Technicznej we Włocławku. Jako dyrektor „Linodrutu” należał do Klubu Sportowego „Stal”.
W 1960 roku został członkiem Komitetu Honorowego budowy Domu Rzemiosła – pomnika Tysiąclecia Państwa Polskiego przy Placu Wolności 17 we Włocławku.
Kletkiewicz był zapalonym filatelistą. Oprócz znaczków pocztowych zbierał też pocztówki, medale okolicznościowe i odznaki honorowe. 1 lutego 1964 r. wstąpił do Koła Polskiego Związku Filatelistów przy Włocławskiej Fabryce Manometrów.

## Odznaczenia
Odznaczono go Krzyżem Oficerskim (1969) i Krzyżem Komandorskim (1974) Orderu Odrodzenia Polski, Srebrnym (1956) i Złotym (1959) Krzyżem Zasługi, Medalem 40-lecia Polski Ludowej (1984), brązową (1976) i srebrną (1978) Odznaką „Za zasługi w ochronie porządku publicznego”, brązowym Medalem „Za zasługi dla obronności kraju” (1974), Złotą Odznaką im. Janka Krasickiego (1970), Odznaką „Za szczególne zasługi dla rozwoju województwa bydgoskiego w latach 1945–1960”, odznaką „Zasłużony dla Włocławka”, dwukrotnie odznaką „Za zasługi dla rozwoju miasta Włocławka” (1968 i 1983), złotą odznaką „Za zasługi dla rozwoju województwa włocławskiego” (1977) oraz innymi odznaczeniami honorowymi i resortowymi.

## Życie prywatne
21 listopada 1952 r. w Wieńcu poślubił Jadwigę Palińską (1929-2002), z zawodu księgową. Para miała jedną córkę, Ewę Stefanię (1953-1955).